# كازوكي سايتو (لاعب كرة قدم)
كازوكي سايتو (باليابانية: 齋藤和希) هو لاعب كرة قدم ياباني، ولد في 1996 في أوساكا في اليابان. لعب مع Kataller Toyama ‏.

## وصلات خارجية
- كازوكي سايتو (لاعب كرة قدم) على موقع رابطة كرة القدم اليابانية للمحترفين (اليابانية)
- كازوكي سايتو (لاعب كرة قدم) على موقع قاعدة بيانات كرة القدم.إي يو (الإنجليزية)
- كازوكي سايتو (لاعب كرة قدم) على موقع Soccerway.com (الإنجليزية)